# Подпеч (Копер)
Подпеч (словен. Podpeč) — поселення в общині Копер, Регіон Обално-крашка, Словенія. Висота над рівнем моря: 311,5 м.